# Lucille La Verne
Lucille La Verne (7. november 1872 - 4. marts 1945) var en amerikansk skuespillerinde. Hun var bedst kendt som stemmen bag Dronningen i Disneys Snehvide og de syv dværge.